# 真南新村
真南新村是位於中華人民共和國上海市嘉定區真新街道东南部的一個住宅區，占地47.80公顷，建筑面积42.60万平方米，住宅为多层楼房。該住宅东至万镇路、西至祁连山南路、南至西虬江、北至曹安公路，形成于1998年。因原本地处真如镇西南，所以得名真南新村。主要道路有曹安公路、祁连山南路，公交线路有740路等4条。